# Clasificación de OFC para la Copa Mundial de Fútbol
La Clasificación de OFC para la Copa Mundial de Fútbol es el torneo de selecciones masculinas que decide quien será el representante de Oceanía en el Mundial de la FIFA. Su organización es llevada a cabo por la Confederación de Fútbol de Oceanía (OFC).

## Historia

### Inicios
La OFC no fue creada sino hasta 1966 y hasta ese entonces la Confederación Asiática de Fútbol se negaba a recibir a las selecciones de Australia y Nueva Zelanda. Ese mismo año se jugaba la Copa Mundial de Inglaterra y por primera vez en la historia un equipo oceánico fue invitado a participar, Australia compartía el grupo con Corea del Norte, Corea del Sur y Sudáfrica. Sudáfrica fue expulsada debido al apartheid. Corea del Sur renunció a participar por problemas logísticos tras cambiarse la sede, lo que dejó el grupo con tan solo australianos y norcoreanos. Los asiáticos ganaron los dos partidos por 6-1 y 3-1 clasificándose al Mundial.

### Participación junto con la AFC
Desde 1970 hasta 1982 los equipos oceánicos tuvieron que compartir eliminatorias con los seleccionados asiáticos. Esta fue sin duda una de las mejores épocas para las dos mejores selecciones de Oceanía, Nueva Zelanda y Australia. Los australianos llegaron a la fase final en las eliminatorias a México 1970, perdiendo con Israel que obtuvo el único cupo del que disponían Asia y Oceanía. Pero años más tarde la suerte australiana sería la mejor, superando a Irak, Indonesia y Nueva Zelanda en el Grupo 1 de la Zona B, ganándole a Irán en la final definitoria de dicha zona para luego conseguir el cupo al Mundial de Alemania 1974 venciendo a Corea del Sur. En 1978 la FIFA decidió de continuar entregando a asiáticos y oceánicos un solo cupo. Los Socceroos obtuvo el pasaje a la repesca final, finalizando 4.º de 5 equipos participantes.

#### El milagro neozelandés
Por primera vez en 1982 se agrandó la cantidad de plazas de 1 a 2 para la zona de AFC/OFC. En estas eliminatorias la gran sorpresa del grupo oceánico en el que jugaban Australia, Nueva Zelanda, China Taipéi, Fiyi e Indonesia fue que los ganadores del grupo y poseedores del único cupo a la fase final fueron los neozelandeses, que consiguieron 14 puntos, superando los 10 que lograron los australianos. En la fase final los All Whites compitieron con Kuwait, China y Arabia Saudita para conseguir los 2 cupos en juego. Nueva Zelanda consiguió 7 puntos, al igual que China, lo que obligó a jugar un partido desempate en cancha neutral. Allí los neozelandeses batieron a los chinos por 2-1 y lograron el pasaje al Mundial de España 1982.

### La época de la repesca
El sistema de clasificación era simple: el campeón oceánico enfrentaría a un equipo de otra confederación para definir un cupo al Mundial de la FIFA. Este sistema fue duramente criticado por todo tipo de entes futbolísticos de Oceanía, que creían que el sistema los perjudicaba demasiado.
Para el Mundial de 1986, la OFC y la AFC se dividieron finalmente en las eliminatorias. Jugándose por primera vez las eliminatorias de Oceanía. La Confederación de Fútbol oceánica poseía solo medio cupo. El ganador del grupo preliminar fue Australia que perdió la repesca continental con Escocia. En 1990, Israel, en ese entonces en la OFC, venció a neozelandeses y australianos para luego perder el repechaje con Colombia.

#### La inclusión de los demás países del Pacífico
En las eliminatorias al Mundial de Estados Unidos 1994 la cantidad de cupos se redujo de 0,5 a 0,25, es decir que el campeón de Oceanía debía jugar un repechaje contra un equipo de otra confederación, y en caso de ganarlo, debía superar a otro equipo de otra confederación para poder lograr el pasaje, algo que hacía prácticamente imposible la inclusión de una selección de la OFC en el Mundial. Pero lo único rescatable de este período es la inclusión de los pequeños países del Pacífico, tales como las Islas Salomón, Tahití, Fiyi (que a pesar de haber disputado eliminatorias desde 1982, lo hacía con mucha irregularidad) y Vanuatu. El resultado del proceso clasificatorio cruzó a Australia con Canadá, lo que resultó una victoria australiana, pero la fase decisiva ante Argentina fue derrota, lo que terminó con los sueños de los Socceroos de llegar a otro mundial. En la fase de eliminatorias al Mundial de 1998 se agregaron Papúa Nueva Guinea, Samoa, las Islas Cook y Tonga. Nuevamente la cantidad de cupos de Oceanía pasó de 0,25 a 0,5, evitando los múltiples problemas que traía el sistema anterior. Australia repitió lo hecho en los años anteriores y accedió a la repesca que finalmente perdió con Irán por la regla del gol de visitante. En la edición rumbo a Corea-Japón 2002 se mantuvo el mismo sistema. La particularidad ocurrida en estas eliminatorias se dio en el grupo que compartían Australia, Fiyi, Tonga, Samoa y Samoa Americana. Los australianos golearon a todos sus rivales, convirtiendo 66 goles en 4 partidos sin recibir ninguno, llegando a vencer por resultados como 31-0 (récord internacional) sobre la selección de Samoa Americana, resultado que llevó a la Federación de Fútbol Australiana a retirarse de la OFC en 2006 (luego de su clasificación al Mundial de ese año en las clasificatorias oceánicas) para integrar la Confederación Asiática de Fútbol. En la fase final los Socceroos vencieron a Nueva Zelanda pero quedaron sin posibilidades de jugar el mundial tras perder en la repesca ante Uruguay.

### La Copa de las Naciones de la OFC como torneo clasificatorio
Desde las eliminatorias a Alemania 2006 hasta la actualidad se utiliza a la Copa de las Naciones de la OFC, la máxima competencia a nivel selecciones en Oceanía como eliminatorias al mundial. Rumbo al Mundial de 2006 se jugó la Copa de las Naciones de la OFC 2004, de la cual fue vencedor Australia, que logró vencer a Uruguay en el repechaje, consiguiendo su pasaje a una Copa Mundial de Fútbol después de 32 años. Pero la forma de clasificación en Oceanía era muy complicada y prácticamente siempre terminaba con angustias por parte de los australianos. Por lo tanto, el 1 de enero de 2006 la Federación de Fútbol de Australia se transfirió a la AFC, dejando a Nueva Zelanda como el mejor seleccionado de la OFC. Para Sudáfrica 2010 se utilizó la Copa de las Naciones de la OFC 2008 como fase final. Los All Whites ganaron el grupo compartido con Fiyi, Vanuatu y Nueva Caledonia sin muchos problemas, obteniendo el pasaje al repechaje frente a Baréin. Nueva Zelanda sorprendió al mundo futbolístico con un empate 0-0 y una victoria 1-0, logrando así su pasaje al Mundial de Sudáfrica 2010.
En las eliminatorias a Brasil 2014, los primeros eliminados fueron Samoa Americana, Tonga y las Islas Cook que fueron superados en la primera fase por Samoa. En la segunda ronda, equivalente a la fase de grupos de la Copa de las Naciones de la OFC 2012 hasta el momento solo Papúa Nueva Guinea fue eliminado de las eliminatorias en el Grupo B. Mientras que en el Grupo A el sueño mundialista terminó para Samoa y Vanuatu. En la última fecha de la fase de grupos se determinó también que Fiyi quedó eliminado, dejando a Nueva Zelanda, Nueva Caledonia, Tahití y las Islas Salomón como clasificados a la tercera ronda. Los All Whites ganaron la tercera ronda pero perdieron el repechaje ante México por un global de 9-3.

## Ediciones
Esta tabla incluye solo las ediciones en las que la Confederación de Fútbol de Oceanía dispuso de un torneo clasificatorio propio. Se excluyen las ediciones en las que ningún participante disputó las eliminatorias (1930 a 1962) ni en las que la OFC compartió clasificación con la Confederación Asiática (1966 a 1982).
Las selecciones resaltadas en negrita clasificaron a la Copa Mundial indicada.
| Año          | Sede                            | Ganador       | Resultado | Segundo lugar   | Tercer lugar       | Resultado | Cuarto lugar    |
| ------------ | ------------------------------- | ------------- | --------- | --------------- | ------------------ | --------- | --------------- |
| 1986 Detalle | México                          | Australia     | Lig.      | Israel          | Nueva Zelanda      | Lig.      | China Taipéi    |
| 1990 Detalle | Italia                          | Israel        | Lig.      | Australia       | Nueva Zelanda      | [ n 2 ]   | Fiyi            |
| 1994 Detalle | Estados Unidos                  | Australia     | 1:0 3:0   | Nueva Zelanda   | Fiyi               |           | Tahití          |
| 1998 Detalle | Francia                         | Australia     | 3:0 2:0   | Nueva Zelanda   | Fiyi               |           | Islas Salomón   |
| 2002 Detalle | Corea del Sur y Japón           | Australia     | 2:0 4:1   | Nueva Zelanda   | Fiyi               |           | Tahití          |
| 2006 Detalle | Alemania                        | Australia     | 7:0 2:1   | Islas Salomón   | Nueva Zelanda      | Lig.      | Fiyi            |
| 2010 Detalle | Sudáfrica                       | Nueva Zelanda | Lig.      | Nueva Caledonia | Fiyi               | Lig.      | Vanuatu         |
| 2014 Detalle | Brasil                          | Nueva Zelanda | Lig.      | Tahití          | Nueva Caledonia    | Lig.      | Islas Salomón   |
| 2018 Detalle | Rusia                           | Nueva Zelanda | 6:1 2:2   | Islas Salomón   | Tahití             |           | Nueva Caledonia |
| 2022 Detalle | Catar                           | Nueva Zelanda | 5:0       | Islas Salomón   | Papúa Nueva Guinea |           | Tahití          |
| 2026 Detalle | Canadá, Estados Unidos y México | Nueva Zelanda | 3:0       | Nueva Caledonia | Fiyi               |           | Tahití          |

## Estadísticas

### Tabla acumulada
Incluye las eliminatorias que la OFC compartió con la AFC (1966-1982) y los repechajes ante selecciones de otras confederaciones.
Actualizado al término de la repesca de las eliminatorias a Rusia 2018.
| 1  | Nueva Zelanda      | 159 | 98 | 54 | 18           | 26 | 225 | 104 | 121 | 60,54% |   |    |     |     |
| 2  | Australia          | 173 | 91 | 50 | 23           | 18 | 236 | 80  | 156 | 63,37% |   |    |     |     |
| 3  | Fiyi               | 77  | 59 | 22 | 11           | 26 | 91  | 100 | -9  | 43,51% |   |    |     |     |
| 4  | Islas Salomón      | 72  | 54 | 21 | 9            | 26 | 115 | 116 | -1  | 44,44% |   |    |     |     |
| 5  | Nueva Caledonia    | 65  | 37 | 19 | 8            | 10 | 89  | 37  | 52  | 58,55% |   |    |     |     |
| 6  | Tahití             | 65  | 45 | 19 | 8            | 18 | 64  | 81  | -17 | 48,14% |   |    |     |     |
| 7  | Vanuatu            | 39  | 37 | 12 | 3            | 22 | 68  | 79  | -11 | 35,13% |   |    |     |     |
| 8  | Samoa              | 28  | 27 | 9  | 1            | 16 | 37  | 88  | -51 | 34,56% |   |    |     |     |
| 9  | Papúa Nueva Guinea | 27  | 22 | 7  | 6            | 9  | 43  | 36  | 7   | 40,91% |   |    |     |     |
| 10 | Tonga              | 22  | 22 | 7  | 1            | 14 | 18  | 59  | -41 | 33,33% |   |    |     |     |
| 11 | Israel             | 17  | 12 | 4  | 5            | 3  | 22  | 11  | 11  | 47,22% |   |    |     |     |
| 12 | Islas Cook         | 16  | 20 | 3  | 1            | 16 | 16  | 63  | -47 | 26,66% |   |    |     |     |
| 13 | Samoa Americana    | 10  | 18 | 14 | China Taipéi | 6  | 20  | 1   | 3   | 16     | 8 | 69 | -61 | 10% |
| 15 | Tuvalu             | 1   | 4  | 0  | 1            | 3  | 2   | 22  | -20 | 8,33%  |   |    |     |     |

### Participaciones
Incluye las eliminatorias que la OFC compartió con la AFC (1966-1982).
| N.º de part. | Selección          | Año                                                                                      |
| ------------ | ------------------ | ---------------------------------------------------------------------------------------- |
| 15           | Nueva Zelanda      | 1970, 1974, 1978, 1982, 1986, 1990, 1994, 1998, 2002, 2006, 2010, 2014, 2018, 2022, 2026 |
| 11           | Australia          | 1966, 1970, 1974, 1978, 1982, 1986, 1990, 1994, 1998, 2002, 2006                         |
| 11           | Fiyi               | 1982, 1990, 1994, 1998, 2002, 2006, 2010, 2014, 2018, 2022, 2026                         |
| 9            | Islas Salomón      | 1994, 1998, 2002, 2006, 2010, 2014, 2018, 2022, 2026                                     |
| 9            | Tahití             | 1994, 1998, 2002, 2006, 2010, 2014, 2018, 2022, 2026                                     |
| 8            | Vanuatu            | 1994, 1998, 2002, 2006, 2010, 2014, 2018, 2026                                           |
| 7            | Islas Cook         | 1998, 2002, 2006, 2010, 2014, 2018, 2022, 2026                                           |
| 7            | Samoa              | 1998, 2002, 2006, 2010, 2014, 2018, 2026                                                 |
| 7            | Tonga              | 1998, 2002, 2006, 2010, 2014, 2018, 2026                                                 |
| 6            | Samoa Americana    | 2002, 2006, 2010, 2014, 2018, 2026                                                       |
| 6            | Papúa Nueva Guinea | 1998, 2006, 2014, 2018, 2022, 2026                                                       |
| 6            | Nueva Caledonia    | 2006, 2010, 2014, 2018, 2022, 2026                                                       |
| 4            | China Taipéi       | 1978, 1982, 1986, 1990                                                                   |
| 2            | Israel             | 1986 y 1990                                                                              |
| 1            | Tuvalu             | 2010                                                                                     |

### Equipos clasificados
| Selección     | Participaciones | Ediciones         | Mejor resultado              |
| ------------- | --------------- | ----------------- | ---------------------------- |
| Nueva Zelanda | 3               | 1982, 2010 y 2026 | Fase de grupos (1982 y 2010) |
| Australia     | 2               | 1974 y 2006       | Octavos de final (2006)      |

### Goleadores por edición
| Edición                               | Jugador                                      | Goles |
| ------------------------------------- | -------------------------------------------- | ----- |
| México 1986                           | John Kosmina David Mitchell Zahi Armeli      | 5     |
| Italia 1990                           | Charlie Yankos Darren McClennan Billy Wright | 4     |
| Estados Unidos 1994                   | Carl Veart                                   | 5     |
| Francia 1998                          | Noel Berry                                   | 7     |
| Corea del Sur / Japón 2002            | Archie Thompson                              | 16    |
| Alemania 2006                         | Tim Cahill Veresa Toma                       | 7     |
| Sudáfrica 2010                        | Osea Vakatalesau                             | 12    |
| Brasil 2014                           | Georges Gope-Fenepej                         | 8     |
| Rusia 2018                            | Chris Wood                                   | 8     |
| Catar 2022                            | Chris Wood                                   | 5     |
| Canadá / Estados Unidos / México 2026 | Chris Wood                                   | 9     |

### Tabla histórica de goleadores
| #                                         | País                     | Jugador          | Goles | Partidos | Promedio | Torneo clasificatorio                            |
| ----------------------------------------- | ------------------------ | ---------------- | ----- | -------- | -------- | ------------------------------------------------ |
| 1                                         | Bandera de Nueva Zelanda | Chris Wood       | 29    | 31       | 0.94     | 2014 (7), 2018 (8), 2022 (5), 2026 (9)           |
| 2                                         | Bandera de Nueva Zelanda | Vaughan Coveny   | 19    | 20       | 0.95     | 1998 (4), 2002 (9), 2006 (6)                     |
| 3                                         | Bandera de Australia     | Archie Thompson  | 18    | 6        | 3.00     | 2002 (16), 2006 (2)                              |
| 4                                         | Bandera de Islas Salomón | Commins Menapi   | 16    | 20       | 0.80     | 2002 (5), 2006 (4), 2010 (7)                     |
| 5                                         | Bandera de Australia     | David Zdrilic    | 15    | 8        | 1.88     | 2002 (14), 2006 (1)                              |
| 6                                         | Bandera de Australia     | John Aloisi      | 15    | 13       | 1.15     | 1998 (6), 2002 (7), 2006 (2)                     |
| 7                                         | Bandera de Islas Salomón | Henry Fa'arodo   | 14    | 36       | 0.38     | 2006 (5), 2010 (4), 2014 (2), 2018 (3)           |
| 8                                         | Bandera de Nueva Zelanda | Shane Smeltz     | 13    | 18       | 0.77     | 2010 (8), 2014 (5)                               |
| 9                                         | Bandera de Fiyi          | Roy Krishna      | 13    | 27       | 0.48     | 2010 (6), 2014 (0), 2018 (4), 2022 (0), 2026 (3) |
| 10                                        | Bandera de Fiyi          | Osea Vakatalesau | 12    | 15       | 0.80     | 2010 (12)                                        |
| Última actualización: 24 de marzo de 2025 |                          |                  |       |          |          |                                                  |